# Instytucja Filmowa „Silesia-Film”

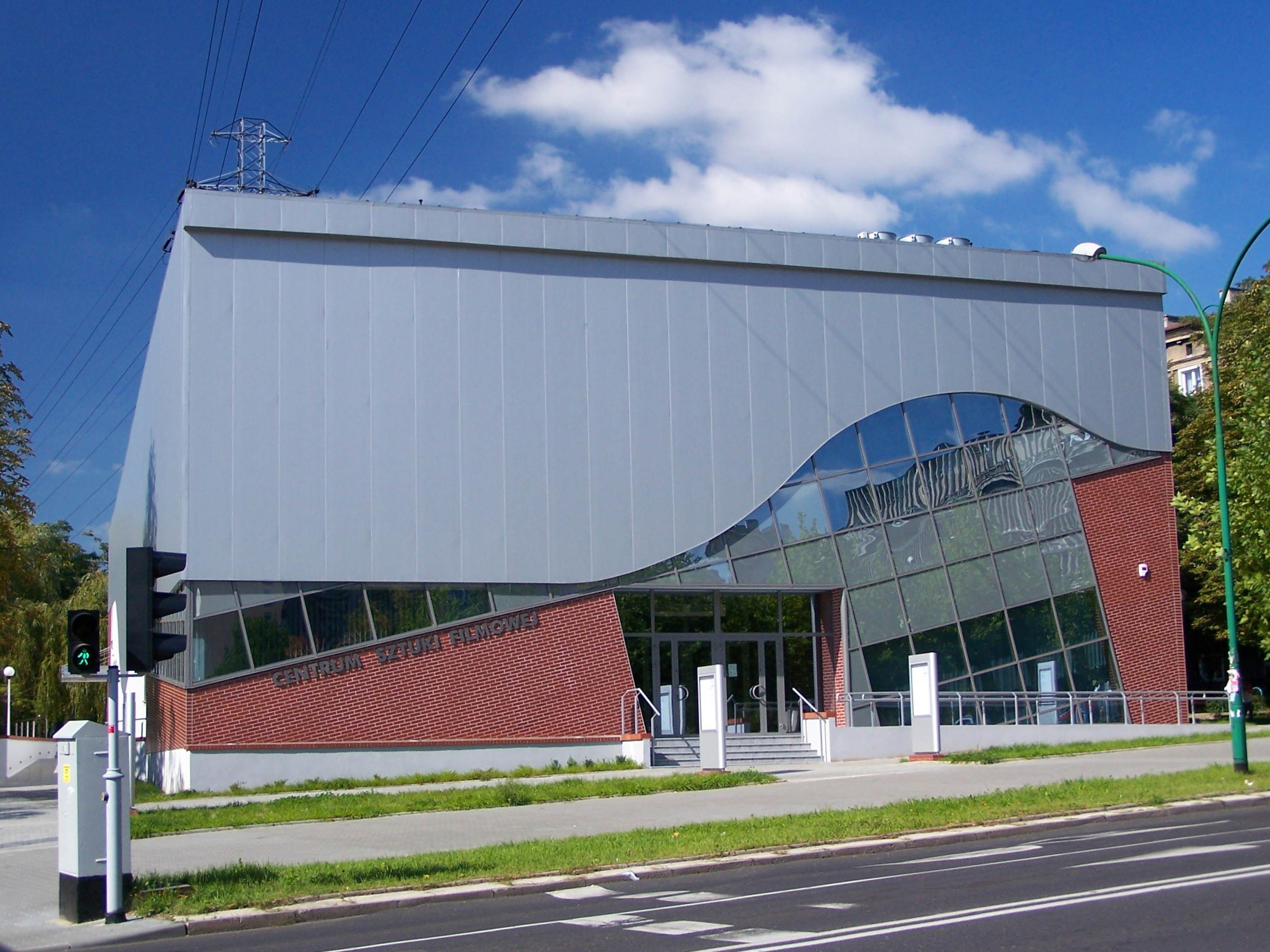
Kino Kosmos

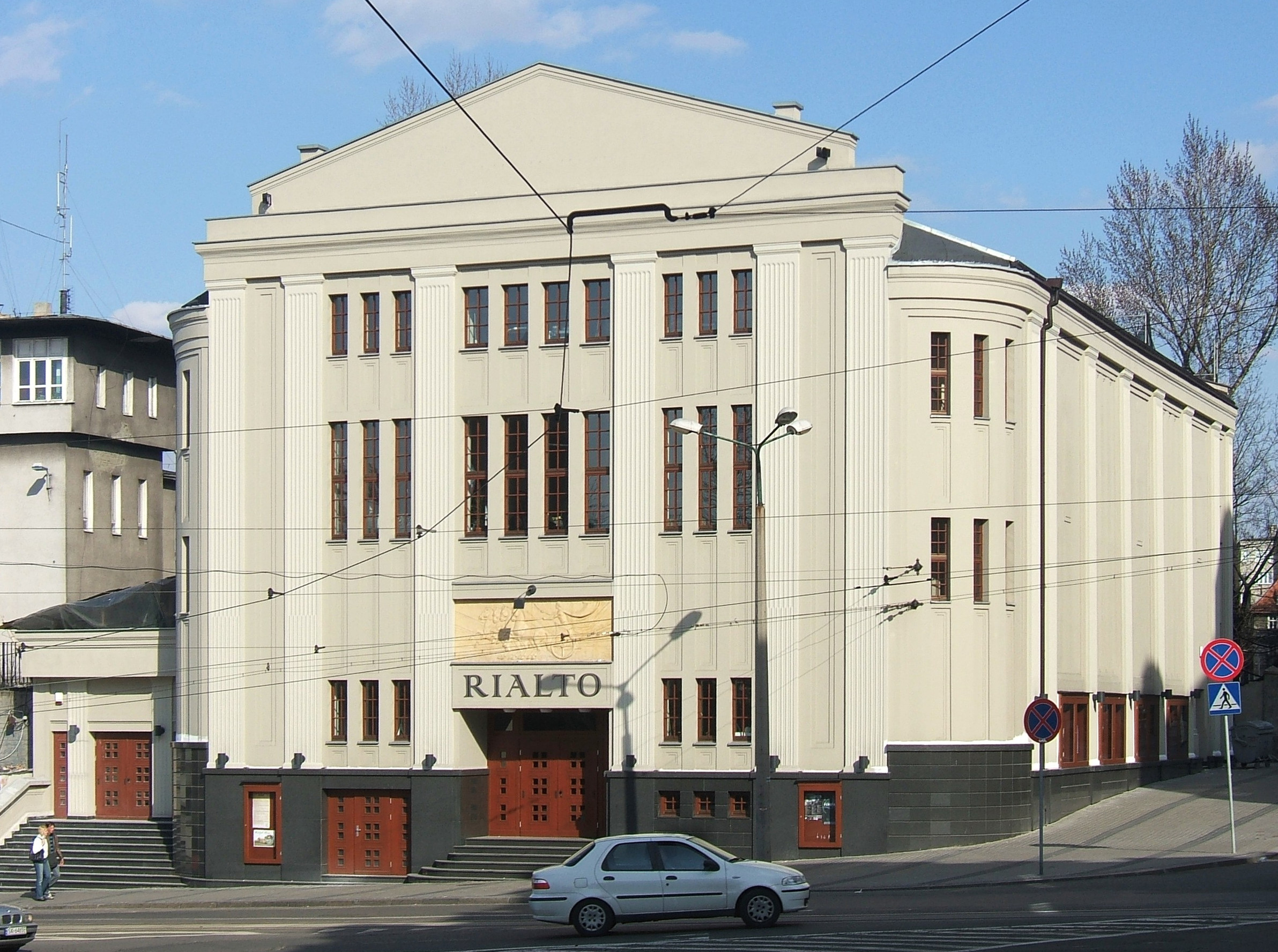
Kinoteatr Rialto

Instytucja Filmowa „Silesia Film” w Katowicach – instytucja kultury Samorządu Województwa Śląskiego. Jej siedziba mieści się w Katowicach przy ul. Górniczej 5.
Instytucja Filmowa „Silesia Film” powstała w marcu 1946 roku jako organizacja „Film Polski”. Następnie została przekształcona w Okręgowy Zarząd Kin, w której to formie działała do 1999 roku.
Zgodnie z aktualnie obowiązującym statutem, zadaniem instytucji jest prowadzenie działalności w zakresie kinematografii, ochrony zasobów sztuki filmowej oraz promocji i upowszechniania twórczości i kultury filmowej, przede wszystkim związanej z regionem oraz dystrybucją i rozpowszechnianiem filmów, szczególnie tych o walorach artystycznych.
Zadania te realizowane są w następujących formach:
- Silesia Film Commission – działająca od 2011 roku, jedna z pionierskich komisji filmowych na polskim rynku produkcji audiowizualnych. Jej celem jest popularyzacja regionu jako atrakcyjnego dla filmowców. Silesia Film Commission dba, aby praca twórców, którzy chcą realizować swoje filmy w regionie, przebiegała sprawnie i bez zakłóceń. SFC udostępnia twórcom zasoby lokacyjne i produkcyjne całego województwa śląskiego, dostarcza wszelkich potrzebnych informacji i pomaga przeprowadzić przez procedury umożliwiające realizację filmu w wybranym miejscu. Silesia Film Commission zarządza Śląskim Funduszem Filmowym.
- Śląski Fundusz Filmowy – powstały w 2008 roku jeden z pierwszych regionalnych funduszy filmowych w Polsce. Co roku dzięki wkładom koproducenckim Śląskiego Funduszu Filmowego, w regionie powstaje kilkanaście filmów – pełnometrażowych i krótkometrażowych, filmów dokumentalnych oraz animowanych, które poprzez swój temat lub dzięki miejscu realizacji, związane są z województwem śląskim. O dofinansowanie ze środków ŚFF mogą ubiegać się projekty, które są powiązane z województwem śląskim tematycznie lub poprzez miejsce realizacji. Instytucja Filmowa Silesia Film, udzielając wsparcia, staje się koproducentem z wkładem finansowym, a środki uzyskane z koprodukcji zasilają Fundusz, który dzięki temu w kolejnych latach może się powiększać. Celem działalności ŚFF jest finansowanie produkcji, aktywizacja lokalnej społeczności i organizacja miejsc pracy dla związanych z regionem przedsiębiorców – ludzi kina, usługodawców, aktorów, statystów. Od początku swojej działalności do końca 2018 roku ŚFF przyczynił się do powstania ponad 60 filmów. Wśród koprodukcji znajdują się m.in. „Jesteś Bogiem” Leszka Dawida, „Kongres” Ariego Folmana, „Chce się żyć” i „Jestem mordercą” Macieja Pieprzycy, „Demon” Marcina Wrony, „Wspomnienie lata” Adama Guzińskiego, dokument „Gruba” Marii Zmarz-Koczanowicz, „Dolina Bogów” Lecha Majewskiego, a także nominowana do trzech Oscarów „Zimna wojna” Pawła Pawlikowskiego oraz film Agnieszki Holland „Mr Jones”, który swoją światową premierę miał na festiwalu w Berlinie w lutym 2019 roku.
- Filmoteka Śląska – jedyna filmoteka regionalna w Polsce. Archiwum gromadzi, przechowuje i udostępnia filmy na taśmach 16 mm i 35 mm. W jej zasobach znajdują się również filmy DVD oraz inne materiały filmowe (fotosy, plakaty, scenariusze, wycinki prasowe), a także czasopisma i książki o szeroko pojętej tematyce filmowej. Zbiory filmowe są udostępniane kinom, domom kultury i instytucjom, które prowadzą działalność związaną z promocją i popularyzacją filmu i kultury filmowej. Filmoteka Śląska koncentruje się na poszukiwaniu i archiwizowaniu amatorskich materiałów filmowych, które dokumentują historię regionu i jego przemiany i nierzadko mogą być jedynym śladem po niematerialnym dziedzictwie kraju. Filmoteka Śląska, będąca częścią Instytucji Filmowej Silesia Film, prowadzi projekt „Śląskie Digitarium”, który jest realizowany przez cztery instytucje kultury województwa śląskiego: Bibliotekę Śląską (lidera projektu), Instytut Myśli Polskiej im. Wojciecha Korfantego, Instytucję Filmową Silesia Film i Operę Śląską w Bytomiu. Celem przedsięwzięcia jest digitalizacja i udostępnienie zasobów kultury województwa śląskiego poprzez kompleksowy system cyfryzacji, archiwizacji i prezentacji zbiorów. W efekcie powstać ma 153 TB danych, a internetowej publiczności zostanie udostępnionych łącznie ponad 93 tys. obiektów, prezentujących dokumenty piśmiennicze, filmy, zabytkowe eksponaty oraz rekwizyty i kostiumy operowe.
- prowadzenie kin afiliowanych – Instytucja prowadzi następujące placówki:
  - Katowice: Kino Kosmos, Kino Światowid, Kinoteatr Rialto,
  - Racibórz: Kino Bałtyk,
  - Żywiec: Kino Janosik.
- dystrybucja filmowa – do działań Instytucji Filmowej Silesia Film zalicza się również działalność dystrybutorska. W kinach do tej pory ukazały się zastępujące filmy: „Młyn i krzyż” Lecha Majewskiego, „Jurek” Pawła Wysoczańskiego oraz „Wspomnienie lata” Adama Guzińskiego.

Ponadto wśród imprez organizowanych przez Instytucję są m.in. Przegląd Filmów Górskich, Festiwal Adrenalinium oraz w latach 2010–2017 Międzynarodowy Festiwal Producentów Filmowych REGIOFUN i Międzynarodowe Forum Koproducenckie Regiofund.